# Philip Garrant

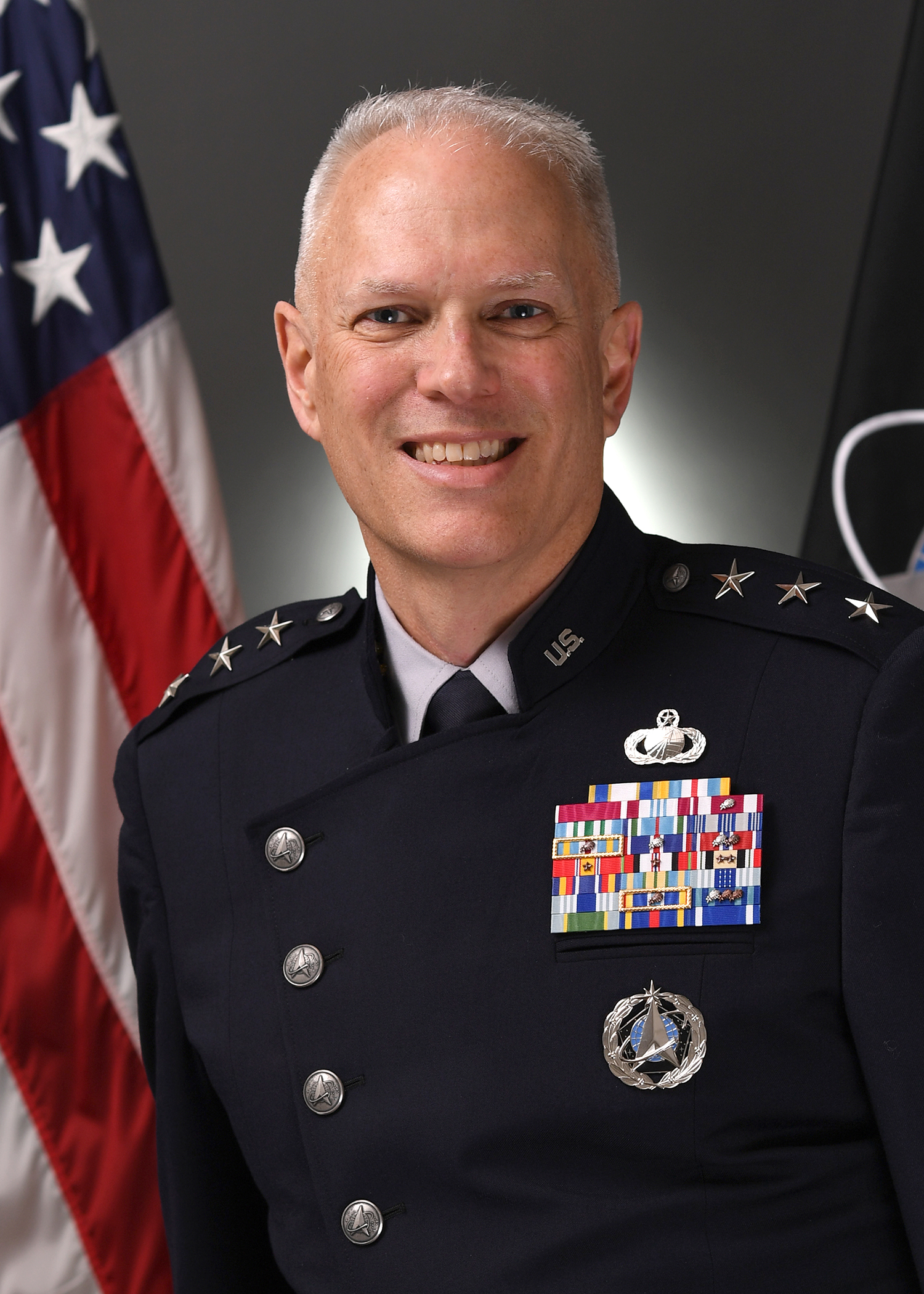
Philip Alan Garrant (2024)

Philip Alan Garrant (* 1969 in Hanover, Maryland) ist ein US-amerikanischer Lieutenant General der United States Space Force. Er ist derzeit Kommandeur des Space Systems Command.

## Leben
Philip Garrant trat 1992 in die US-Streitkräfte bei der United States Air Force ein und absolvierte diverse Verwendungen im Bereich der Nachschubversorgung und für den Einsatz und die Entwicklung militärischer Raketensysteme. Am 2. August 2017 wurde er zum Brigadier General ernannt und übernahm als Vice Commander and Deputy Air Force Program Executive Verantwortung im Bereich der Weltraum- und Raketensysteme auf der Los Angeles Air Force Base in Kalifornien. 2019 bis 2022 war er Programmverantwortlicher für Raketenverteidigung im Redstone Arsenal in Alabama und wurde während dieser Zeit im Mai 2020 zum Major General befördert. Nach einer Verwendung als Deputy Chief of Space Operations im Pentagon in Arlington, Virginia, wird er seit Dezember 2023 als Kommandeur des Space System Command der United States Space Force auf der Los Angeles Air Force Base in Kalifornien eingesetzt.